# Smile
"Smile" je debitantski singl britanske kantautorice Lily Allen skinut s njenog debitantskog albuma Alright, Still.

## O pjesmi
Lily Allen je na svojoj Myspace stranici objavila da će objaviti svoj prvi singl koji će biti skinut s njenog albuma Alright, Still. Kada je pjesma 26. lipnja 2006. objavljena na iTunesu tjedan dana je bila najprodavaniji singl. U Ujedinjenom Kraljevstvu singl je u drugom tjednu skočio s broja 13 na broj 1 s prodajom od 40.000 primjeraka. U SADu je pjesma prodana u više od pola milijuna primjeraka i dobila je zlatnu nakladu.

## Video spot
Redateljica spota je Sophie Muller. U videu se prikazuje Lily kako se osvećuje svom bivšem dečku (koga glumi Elliott Jordan). U početku plati nekim gangsterima da ga pretuku. Zatim ga odvede u Cafe bar gdje mu ubaci drogu u kavu nakon čega oni odu k njoj i on povrača u njenoj kupaonici. Video završava kada Lily šeće ulicom i ruga mu se.

## Top liste
| Top lista (2006.)           | Najviša pozicija |
| --------------------------- | ---------------- |
| Hrvatska                    | 1                |
| Australija                  | 14               |
| Austrija                    | 39               |
| Belgija                     | 27               |
| Nizozemska                  | 10               |
| Francuska                   | 16               |
| Njemačka                    | 67               |
| Irska                       | 6                |
| Novi Zeland                 | 6                |
| Italija                     | 23               |
| Švedska                     | 38               |
| Švicarska                   | 21               |
| Španjolska                  | 20               |
| UK                          | 1                |
| Toplista (2007.)            | Najviša pozicija |
| Kanada                      | 86               |
| SAD Hot 100                 | 49               |
| SAD Pop 100                 | 25               |
| SAD Hot Adult Top 40 Tracks | 8                |

## Certifikacije
| Država | Certifikacija |
| ------ | ------------- |
| SAD    | Zlatna        |